# Филипп Сицилийский
Филипп Анжуйский (1256[…] — 1 января 1277, Бари) — член Анжу-Сицилийского дома, сын короля Сицилии Карла I и графини Беатрисы Прованской. Князь Ахеи по праву жены Изабеллы де Виллардуэн. В разное время считался возможным королём Сардинии или Фессалоники, но так и не взошёл на престол.

## Биография
В 1267 году Карл I обратился к папе Клименту IV с просьбой назначить Филиппа королём Сардинии, поскольку папа требовал сюзеренитета над островом. Остров в то время был разделён на четыре юдиката и на него одновременно претендовали города-государства Генуя и Пиза, гвельфы и гибеллины (про-папские и про-имперские фракции), и королевские дома Арагона и Анжу. Юдикат Логудоро (или Торреса) находился под управлением генуэзцев со времени смерти её последней юдикессы Аделазии в 1259 году. Её вдовец Энцо, которого его отец, император Фридрих II, назначил королём всей Сардинии, находился в плену. 11 августа 1269 года в Сассари в Логудоро без одобрения папы партия гвельфов избрала Филиппа королём Сардинии. Сардинцы немедленно отправили посланника в Рим, чтобы убедить папу подтвердить их выбор. Несмотря на то, что Генуя и король Карл симпатизировали гвельфам и папе, Климент отказался одобрить Филиппа. Вскоре Карл поссорился со своими генуэзскими союзниками, и избрание Филиппа не было признано королём Арагона Хайме I или его сыном Хайме, который был выдвинут в качестве конкурента на сардинский престол. Филипп никогда не посещал Сардинию. Остров, тем не менее, производил серебро, которое попало в сундуки Карла после 1270 года и из которого он чеканил монеты.
В соответствии с соглашением Витербо от 24 мая 1267 года Карл договорился о женитьбе Филиппа на Изабелле, дочери и наследнице князя Гильома II Ахейского. Согласно договору, Филипп становился наследником Гильома в том случае, если у князя не будет сына; но если бы Филипп умер бездетным, наследство отошло бы Карлу или его наследнику. В июне 1270 года представители Карла обменялись клятвами и ратификациями относительно брака с Гильомом. Великолепная свадьба состоялась в Трани в королевстве Карла 28 мая 1271 года. Изабелла, которой было всего двенадцать лет, переехала жить в сицилийскую королевскую семью в Кастель-дель-Ово. В 1272 году Филипп и его старший брат, будущий король Карл II, были посвящены в рыцари своим отцом.
В 1274 году латинский император Филипп де Куртене передал более не существовавшее с 1224 года королевство Фессалоники Филиппу. Император был женат на сестре Филиппа — Беатрисе. Филипп никогда не посещал своё номинальное королевство в северной Греции и не использовал этот титул, хотя и посещал регион Элис в княжестве Ахейя. Он пообещал присоединиться к великому крестовому походу, организованному папой Григорием X до того, как папа умер в январе 1276 года. 23 мая 1276 года преемник Григория Иннокентий V включил его в число крестоносцев.
По словам летописца Джованни Виллани, Филипп тяжело пострадал, «натягивая арбалет» (tendere uno balestro), и отправился на воды в Поццуоли. Когда это не помогло, он поехал в Бари молить Николая Чудотворца об исцелении. Он умер в возрасте 21 года в период с января по март 1277 года, и его права на Ахейю перешли к его отцу, который должным образом унаследовал княжество после смерти Гильома в 1278 году. Он был похоронен в соборе Трани.